# 루이스 몬티
루이스 펠리페 몬티(스페인어: Luis Felipe Monti; 1901년 5월 15일, 부에노스 아이레스 주 부에노스 아이레스 ~ 1983년 9월 9일, 부에노스 아이레스 주 에스코바르 파르티도)는 이탈리아계 아르헨티나인 축구 선수로, 미드필더로 활약했으며, 올림픽에도 참가했다. 몬티는 2번의 월드컵 결승전에서 서로 다른 두 국가대표팀 선수로 뛴 유일한 선수이다. 그는 모국 아르헨티나 국가대표팀 일원으로 1930년에 출전했고, 이 경기에서 우루과이에 2-4로 패했다. 이후 1934년에는 로마냐에서 이주한 조상들을 둔 이탈리아 동포(Oriundi)로서 이탈리아 국가대표로 출전했다. 몬티는 이탈리아 선수로 출전한 결승전에서는 체코슬로바키아에 2-1로 이겼다.
몬티는 우락부락하고, 신체조건이 뛰어난 무자비한 선수였지만, 동시에 강철 체력을 바탕으로 정상급 기교를 지녔고, 상대를 강하게 견제하였다. 그는 고전적 조직(metodo) 체계에서 공격형으로 돌출된 중앙 전방 수비수로 기용되었는데, 이는 오늘날의 수비형 중앙 미드필더와 유사했다. 그는 이 역할을 맡아 수세에 몰렸을 때 상대 중앙 공격수를 견제하고 공세일 때에는 중원의 주 플레이메이커로서 공넘김과 창의성을 뽐냈기에, 공을 회수하고서 공격을 전개하는데 능했다. 그는 경기장을 넓게 사용한다는 점에 착안해 양폭이(doble ancho)라는 별칭이 붙었다. 몬티는 당대 최고의 전방 수비수로 평가된다.

## 경력

### 아르헨티나

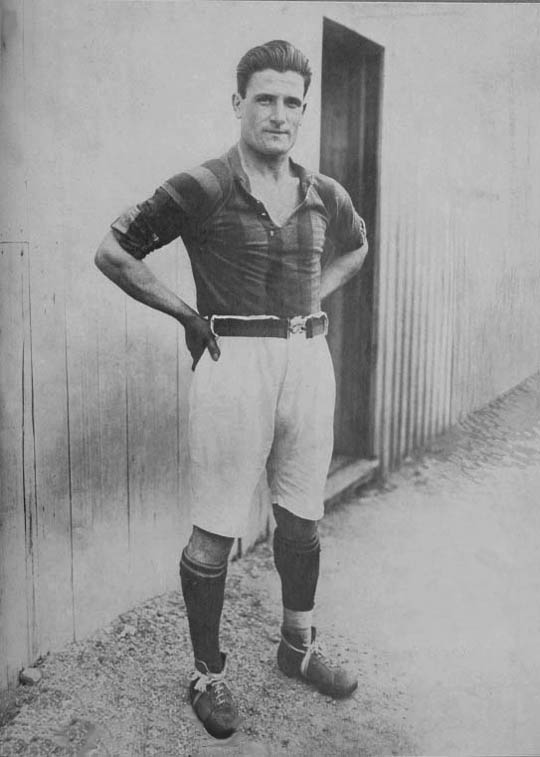
1925년, 산 로렌소 시절의 몬티.

몬티는 1921년에 우라칸에서 축구를 시작해 첫 리그 우승을 거두었다. 이듬해 그는 보카 주니어스와 계약했지만, 1경기도 뛰지 않고 결별했다. 이후, 그는 산 로렌소로 둥지를 옮겨 아르헨티나 리그를 3번 더 우승했다. 몬티가 거둔 모든 아르헨티나 리그 우승은 아마추어 시대에 우승한 것이다.
몬티는 1924년에 아르헨티나 국가대표팀에 처음으로 차출되었다. 그는 1927년에 남미 선수권 대회를 우승했고, 1928년 하계 올림픽에서 은메달을 목에 걸었다. 몬티를 주축으로 둔 아르헨티나는 1930년 월드컵에서 프랑스, 멕시코, 칠레, 그리고 미국을 연파하고 결승전까지 순향했다. 몬티는 이 과정에서 2골을 기록했고, 거친 견제로 상대 공격진에 상처를 입혔다. 몇 출처에 따르면 몬티도 부상 투혼을 벌였고, 진실 여부를 떠나서, 살해 협박에도 불구하고, 그는 2-4로 패한 우루과이와의 경기를 큰 탈 없이 끝냈다.

### 이탈리아
1930년, 몬티는 이탈리아의 유벤투스로 이적했고, 당시에도 벌써 그는 이탈리아 국적을 지녔었다. 그는 이적 당시 과체중이었고, 기량이 떨어진 상태였기 때문에, 혹독한 훈련을 거쳤다. 몬티는 다시 몸상태를 회복하여 유벤투스가 세리에 A를 1932년부터 1935년까지 4년 연속 제패하는데 일조했고, 백흑 군단의 주장도 역임했다. 몬티는 이탈리아 무대에서 225번의 경기를 출전하며 19골을 넣었다.
그는 이적 1년 만에 이탈리아 국가대표팀에 동포(oriundo)로서 차출되었다. 개최국 이탈리아는 1934년 월드컵에서 결승까지 올라가 체코슬로바키아를 2-1로 이겼다. 그는 1933-35년 중부 유럽 선수권 대회의 우승 주역으로도 활약했다.

### 하이버리의 전투
하이버리의 전투는 이탈리아와 잉글랜드 간 1934년 11월 14일에 아스널의 안방이었던 하이버리에서 벌어진 경기였다. 몬티는 이탈리아의 중앙 전방 수비수로 출전했지만, 잉글랜드의 중앙 공격수 테드 드레이크에 걸려 넘어져 발 골절 부상을 당했다. 10명만 남은 이탈리아는 교체 선수를 쓸 수가 없어 속수무책으로 2-3 패배를 당했다. 몬티는 그 후로 이탈리아 국가대표팀 경기에 단 2번 더 출전했다.
몬티는 아르헨티나 소속으로 1924년부터 1931년까지 16경기에 출전해 5골을 기록했고, 1932년부터 1936년까지는 이탈리아 선수로 활약하며 18경기에 출전해 1골을 기록했다.

## 은퇴 후
몬티는 은퇴 후 감독일을 했다. 1967년, 그는 우라칸의 지휘봉을 잡았다. 1983년, 그는 향년 82세로 영면에 들었다.

## 국가대표팀 득점 기록
아래의 점수에서 왼쪽의 점수가 아르헨티나의 점수이다.
| #  | 날짜            | 경기장                                         | 상대     | 점수 | 최종결과 | 대회               |
| -- | --------------- | ---------------------------------------------- | -------- | ---- | -------- | ------------------ |
| 1. | 1924년 8월 31일 | 우루과이 몬테비데오 센테나리오                 | 우루과이 | 3–0  | 3–2      | 친선경기           |
| 2. | 1928년 6월 13일 | 네덜란드 암스테르담 올림픽 경기장              | 우루과이 | 1–1  | 1–2      | 1928년 하계 올림픽 |
| 3. | 1930년 7월 15일 | 우루과이 몬테비데오 센테나리오                 | 프랑스   | 1–0  | 1–0      | 1930년 월드컵      |
| 4. | 1930년 7월 26일 | 우루과이 몬테비데오 센테나리오                 | 미국     | 1–0  | 6–1      | 1930년 월드컵      |
| 5. | 1931년 7월 4일  | 아르헨티나 부에노스 아이레스 스포르티보 바라카 | 파라과이 | 1–1  | 1–1      | 코파 로사 체바     |

아래의 점수에서 왼쪽의 점수가 이탈리아의 점수이다.
| #  | 날짜            | 경기장                            | 상대   | 점수 | 최종결과 | 대회                            |
| -- | --------------- | --------------------------------- | ------ | ---- | -------- | ------------------------------- |
| 1. | 1933년 12월 3일 | 이탈리아 피렌체 아르테미오 프란키 | 스위스 | 5–2  | 5–2      | 1933-35년 중부 유럽 선수권 대회 |

## 수상

### 선수
우라칸
- 아르헨티나 프리메라 디비시온: 1921년 중부 유럽 선수권 대회

산 로렌소
- 아르헨티나 프리메라 디비시온: 1923, 1924, 1927

유벤투스
- 세리에 A: 1931–32, 1932–33, 1933–34, 1934–35
- 코파 이탈리아: 1937–38

### 국가대표팀
아르헨티나
- 남미 축구 선수권 대회: 1927
- 하계 올림픽 준우승: 1928
- 월드컵 준우승: 1930

이탈리아
- 월드컵: 1934
- 중부 유럽 선수권 대회: 1933–35

### 개인
- 월드컵 대회의 선수단: 1930, 1934[9]

### 감독
유벤투스
- 코파 이탈리아: 1941–42